# Filipp Sergejewitsch Oktjabrski

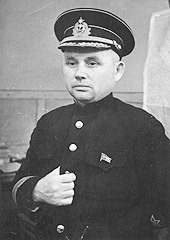
Filipp Oktjabrski

Filipp Sergejewitsch Oktjabrski (russisch Филипп Сергеевич Октябрьский, eigentlicher Geburtsname Иванов (Iwanow), * 11. Oktoberjul. / 23. Oktober 1899greg. Dorf Luschino, Bezirk Subzow; † 8. Juli 1969 in Sewastopol) war ein sowjetischer Admiral und Befehlshaber der Schwarzmeerflotte.

## Leben
Filipp Iwanow wurde 1899 im Dorf Maloje Bogojavlenje (später Lukshino im Bezirk Stariza) als Sohn von Sergei Iwanowitsch und der Praskowja Wassiljewna Iwanow geboren. Die Bauernfamilie hatte drei Söhne und zwei Töchter; es war unmöglich, alle Mitglieder von dem kleinen Grundstück zu ernähren, denn Winter über arbeitete der Vater und die älteren Söhne in der Stadt. Der junge Filipp Sergejewitsch verdingte sich fünf Jahren als Schäfer im Haus eines Landbesitzers und absolvierte daher nur vier Klassen einer ländlichen Schule. 1915 zog er nach Schlüsselburg um in Sankt Petersburg bei der kaiserlichen Marine eine Arbeit zu finden. Er arbeitete als Heizer der Flottillen auf dem Ladoga-See, der Swir- und Newa-Flottille.

### Früher Dienst in der Marine
Im Dezember 1918 meldete er sich als Freiwilliger bei der Baltischen Flotte und wurde 1919 Mitglied der Kommunistischen Partei. Von November 1918 bis Juni 1919 diente er als Heizer auf dem Postschiff „Ozilia“ („Azilia“), bis Oktober 1919 auf einem anderen Transporter. Zwischen 1919 und 1920 absolvierte Iwanow die Maschinenschule der Baltischen Flotte. Von Juni bis November 1920 diente er als Heizer auf dem Dampfer „Ocean“. Dann wurde er Maschinist bei der Nordflotte, diente auf dem Hilfskreuzer „Leutenant Schmidt“ und erkrankte aber an Typhus. Er verbrachte seine Genesung während der Kronstädter Meuterei im dortigen Marinehospital. Filipp Iwanow wurde dann dem Schiff „Gangut“ als Maschinist zugeteilt, wo er von August bis Oktober 1921 diente. Ab Oktober 1921 erhielt er die Gelegenheit zu studieren, mit 25 anderen Personen wurde er an Petrograder Kommunistische Universität geschickt, wo er 1922 Führungskurse zur Verwendung in der politische Verwaltung der Baltischen Flotte absolvierte. Im Oktober 1924 änderte er seinen bisherigen Familiennamen Iwanow zu Ehren der Oktoberrevolution auf Oktjabrski. 1928 absolvierte er die Frunse Marineakademie. Er wurde darauf der Baltischen Flotte zugeordnet, dann der Schwarzmeerflotte, er führte Torpedoboote und Zerstörer, zuletzt eine Schiffsdivision. Ab Februar 1938 befehligte er bereits die kleine Amur-Flottille.

### Führer der Schwarzmeerflotte
Ab 25. März 1939 folgte er Admiral I. S. Jumaschew als Befehlshaber der Schwarzmeerflotte in Sewastopol nach. Am 21. Mai 1941 zum Vizeadmiral befördert, war er während des Großen Vaterländischen Krieges für den Seetransport militärischer Ausrüstung und Personals zu den von deutschen Truppen belagerten Küstenstädten verantwortlich. Zuerst stärkte er der Verteidigung der Küstenarmee (General Grigori Sofronow) bei der Verteidigung von Odessa gegen die rumänische 4. Armee. In der Endphase der Belagerung leitete er im Oktober 1941 die Evakuierung der zahlenmäßig unterlegenen Verteidigungstruppen. Als Kommandant der Schwarzmeerflotte war er auch für die Verteidigungszone des jetzt durch die deutsche 11. Armee bedrohten Kriegshafens von Sewastopol zuständig. Er war im Mai 1942 auch an der Evakuierung der Halbinsel Kertsch seitens der Küstenarmee des General Petrow beteiligt. Der sowjetische Historiker A. V. Nemenko warf ihn bei der Führung völlige Inkompetenz und Mangel an Voraussicht vor, die zu großen Verlusten bei der Evakuierung der Krim führte. Bei der Evakuierung der Halbinsel Kertsch soll er in seiner Panik die stürmischen Wetterbedingungen zur See nicht berücksichtigt haben, welche Tausende von Menschen den Tod durch Ertrinken brachten. Ein großer Teil der verlorenen Schiffe und Besatzungen wurden bei der planlos erfolgten Evakuierung Opfer eigener Minenfelder.
Am 23. April 1943 wurde er vom Oberkommando der Marine nach dem Scheitern der Landung bei Noworossijsk durch Admiral Lew Anatoljewitsch Wladimirski ersetzt und der Reserve des Hauptquartiers des Kommandos des Obersten Befehlshabers zugeordnet. Im Oktober 1943 wurde er abermals zum Kommandeur der Amur-Flottille ernannt, kam aber am 28. März 1944 als Befehlshaber zur Schwarzmeerflotte zurück und wurde am 10. April zum Admiral befördert. Der spätere Marinehistoriker Kapitän 1. Ranges V. V. Schigin prangerte besonders auch Oktjabrskis wiederholte Untätigkeit bei der Evakuierung der Krim durch die deutschen Truppen an.

### Nachkriegszeit
Nach dem Krieg blieb er bis zum 18. November 1948 weiterhin Chef der Schwarzmeerflotte. Von November 1948 bis Januar 1951 war er stellvertretender Kommandeur der sowjetischen Marine. 1952 zog er sich wegen einer Krankheit in den Ruhestand zurück. Von April 1952 bis November 1953 war er Leiter wissenschaftlicher Versuchseinrichtungen; und von 1957 bis 1960 befehligte er die Höhere Nachimow-Marineschule in Sewastopol. Am 20. Februar 1958 verlieh ihm das Präsidium des Obersten Sowjets für seine Verdienste im Weltkrieg den Titel Held der Sowjetunion. Im September 1960 wurde er Berater der Gruppe der Generalinspekteure des Verteidigungsministeriums. Er wurde zum Abgeordneten des Obersten Sowjets der Sowjetunion gewählt. Er starb im Juli 1969 in der Stadt Sewastopol und wurde dort begraben.

### Auszeichnungen
- Lenin-Orden (3)
- Rotbannerorden (3)
- Uschakoworden 1. Klasse (2)
- Nachimoworden 1. Klasse
- Suworoworden 2. Klasse
- Orden des Roten Sterns
- Medaille der Verteidigung von Odessa
- Medaille der Verteidigung von Sewastopol